# Rolf Dammann (Musikwissenschaftler)
Rolf Dammann (* 6. Mai 1929 in Celle; † 18. September 2012 in Oberrotweil bei Freiburg im Breisgau) war ein deutscher Musikwissenschaftler an der Universität Freiburg in Breisgau.

## Leben
Rolf Dammann, geboren in Celle an der Aller, kam gleich nach dem Abitur 1948 nach Freiburg, wo er bei Hermann Zenck und Willibald Gurlitt studierte, die ihm den Weg zur Musik der Renaissance, einem damals noch kaum entdeckten Gebiet der Musikgeschichte, öffneten. Nach einem Semester ging er nach Kiel, um bei Friedrich Blume seine Studien zu vertiefen. 1952 kehrte er nach Freiburg zurück, wo er im gleichen Jahr mit einer Arbeit über den Renaissance-Komponisten Jean Mouton zum Doktor der Philosophie promoviert wurde.
Nach seiner Promotion nahm er 1953 Lehrtätigkeiten an der Musikhochschule Freiburg und an der Universität Heidelberg auf. Seit 1953 erschienen von ihm Aufsätze im Archiv für Musikwissenschaft. Er lehrte zunächst Geschichte der evangelischen Kirchenmusik und Hymnologie, ab 1958 auch Musikgeschichtliche und theoretische Fächer. Dammann habilitierte sich 1958 in Freiburg mit der Arbeit Der Musikbegriff im deutschen Barock, die sein wohl erfolgreichstes, noch 1995 in dritter Auflage erschienenes, Buch wurde, das gerade in der Anfangszeit der musikalischen Aufführungspraxis seine weitreichende Wirkung entfaltete. Seine Lehrtätigkeit als Privatdozent begann er 1958.
Im Jahr 1967 wurde er in Freiburg zunächst  außerplanmäßiger Professor. 1979 wurde er zum Professor für Musikwissenschaft an der Universität Freiburg ernannt. Er wirkte hier fast 30 Jahre bis zu seiner Emeritierung im Jahre 1995. Seinen Wohnsitz hatte er in Oberrotweil, seit 1976 ein Ortsteil der Stadt Vogtsburg im Kaiserstuhl.
Ein Aufsatz zur Domweihmotette Guillaume Dufays von 1436, der zunächst 1964 in einem Sammelband über die Architektur des Domes erschien und 1983 in ganz anderem Zusammenhang erneut aufgenommen wurde, wurde zum Ausgangspunkt einer langjährigen Auseinandersetzung über die Möglichkeiten der analytischen Verknüpfung der unterschiedlichen künstlerischen Bereiche Architektur und Musik. 2005 veröffentlichte er einen Nachtrag zu Manetti, in dem er seine knapp 40 Jahre zuvor vorgestellten Ergebnisse im Lichte der neueren Forschung zu konsolidieren vermochte.
Auch mit seinen anderen Schriften zur Musik der Renaissance, zu Bachs Goldberg-Variationen bis hin zur Wiener Klassik verflocht er das musikalische Werk eng mit der Kultur- und Ideengeschichte seiner jeweiligen Zeit. Zu seinen Schriften gehört eine Analyse der Register-Arie des Leporello aus Mozarts Don Giovanni.
Rolf Dammann war ab 1963 mit der Zahnärztin Martha Dammann, geborene Krieger, verheiratet und hatte eine Tochter namens Sibylle.

## Veröffentlichungen
- Studien zu den Motetten von Jean Mouton. (Ms. Diss. Freiburg, 1952)
- Spätformen der isorhythmischen Motette im 16. Jahrhundert. In: AfMw 10 (1953), S. 16–40.
- Zur Musiklehre des Andreas Werckmeister. In: AfMw 11 (1954), S. 206–237.
- Die Struktur des Musikbegriffs im deutschen Barock. Köln 1967 (zugleich Habilitationsschrift, Freiburg im Breisgau 1958); 2. Auflage ebenda 1984; 3. Auflage 1995 erschienen als Der Musikbegriff im deutschen Barock.
- Geschichte der Begriffsbestimmung Motette. In: AMw, xvi (1959), S. 337–377.
- Die Florentiner Domweih-Motette Dufays (1436). In: W. Braunfels (Hrsg.): Der Dom von Florenz. Olten 1964; überarbeitete Fassung in: Heinrich Poos (Hrsg.): Chormusik und Analyse. Mainz 1983, S. 43–66.
- Die Musica mathematica von Bartolus. In: AfMw 26 (1969), 140–162.
- Die Musik im Triumphzug Kaiser Maximilians I. In: AfMw 31 (1974), 245–289.
- Die Register-Arie in Mozarts Don Giovanni. In:  AfMw 33 (1976), 278–308; 34 (1977), 56–78
- Bachs Capriccio B-Dur: Nachahmung um 1700. In: Werner Breig, Reinhold Brinkmann, Elmar Budde (Hrsg.): Analysen: Beiträge zu einer Problemgeschichte des Komponierens. Festschrift für Hans Heinrich Eggebrecht. Wiesbaden 1984, S. 158–179.
- Johann Sebastian Bachs ‚Goldberg-Variationen‘. Mainz 1986.
- Nachtrag zu Manetti. In:  AfMw 59 (2005), S. 310–318.

## Ehrung (Festschrift mit Schriftenverzeichnis)
- Musikalisches Welttheater: Festschrift für Rolf Dammann zum 65. Geburtstag. Hrsg. Susanne Schaal-Gotthardt, Thomas Seedorf, Gerhard Splitt. Laaber 1995, ISBN 978-3-89007-303-3